# Lancieux
Lancieux (bretonisch: Lanseeg; Gallo: Lansioec) ist eine französische Gemeinde mit 1.602 Einwohnern (Stand: 1. Januar 2022) im Département Côtes-d’Armor in der Region Bretagne. Sie gehört zum Arrondissement Dinan und zum Kanton Pleslin-Trigavou. Die Einwohner werden Lancieutins genannt.

## Geographie
Lancieux liegt an der Smaragdküste des Ärmelkanals. Der Fluss Frémur begrenzt die Gemeinde im Osten und mündet hier in das Meer. Umgeben wird Lancieux von den Nachbargemeinden Saint-Briac-sur-Mer im Osten sowie Ploubalay im Süden.
Durch die Gemeinde führt die frühere Route nationale 786 (heutige D786).

## Bevölkerungsentwicklung
| Jahr      | 1962 | 1968 | 1975 | 1982 | 1990 | 1999 | 2006 | 2019 |
| Einwohner | 1185 | 1214 | 1084 | 1156 | 1245 | 1220 | 1330 | 1558 |

Quellen: Cassini und INSEE Ab 1962: nur Hauptwohnsitze.

## Sehenswürdigkeiten
- Mühle von Buglais, Monument historique seit 1975
- alte Kirche Saint-Cieux, Glockenturm von 1740, Monument historique seit 1925
- neue Kirche Saint-Cieux, 1900 bis 1902 erbaut

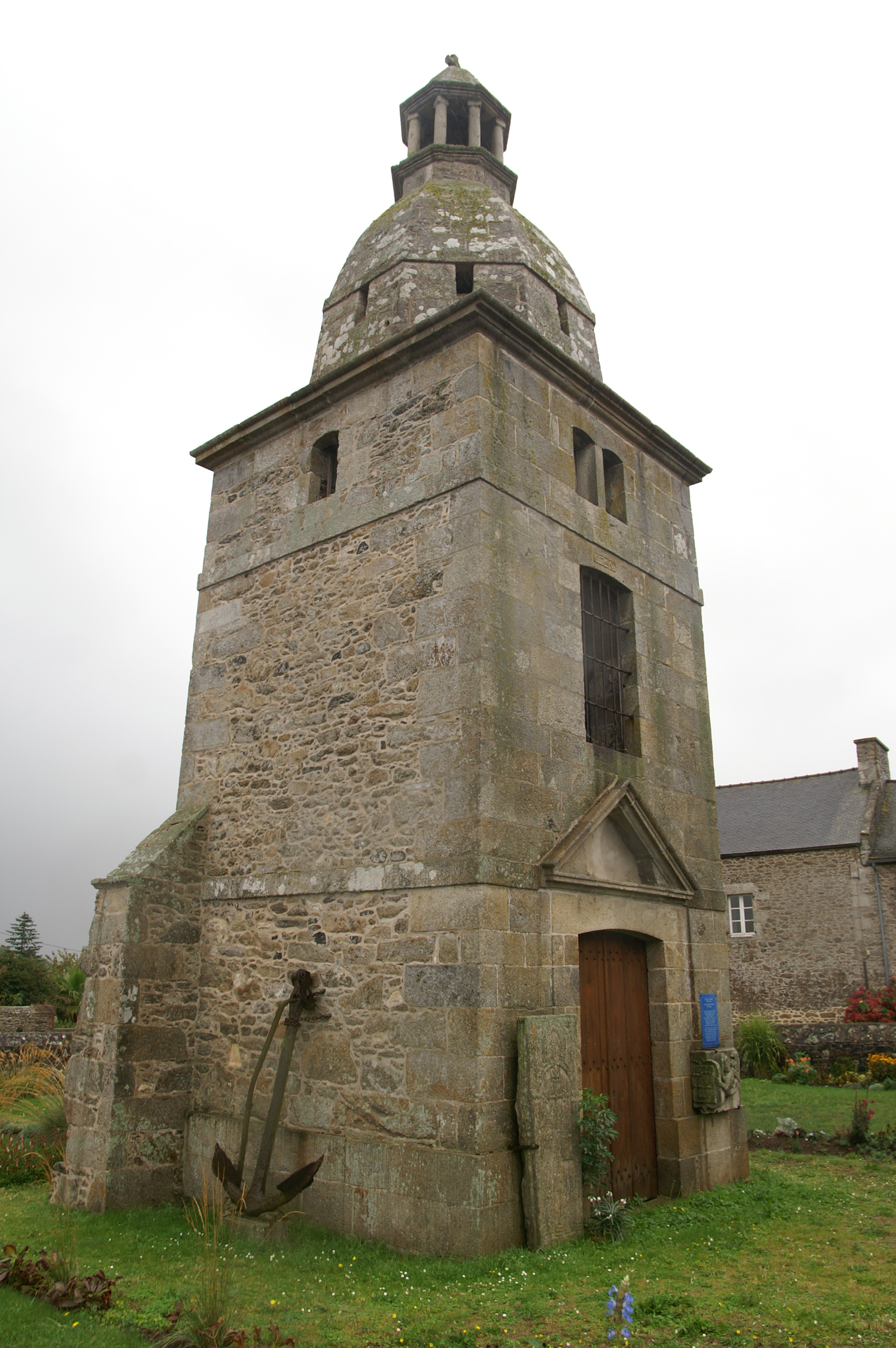
Glockenturm der alten Kirche Saint-Cieux
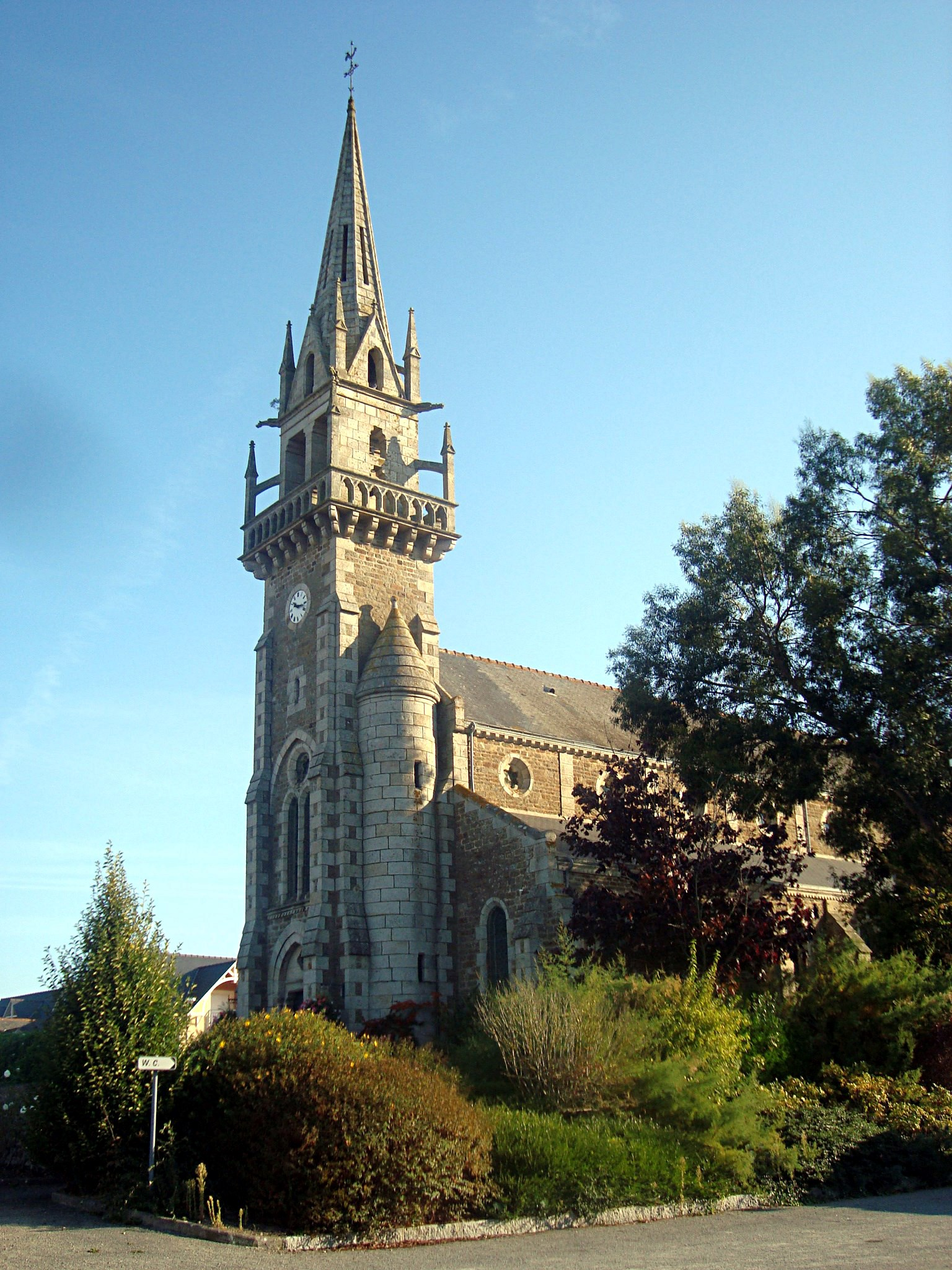
Neue Kirche Saint-Cieux
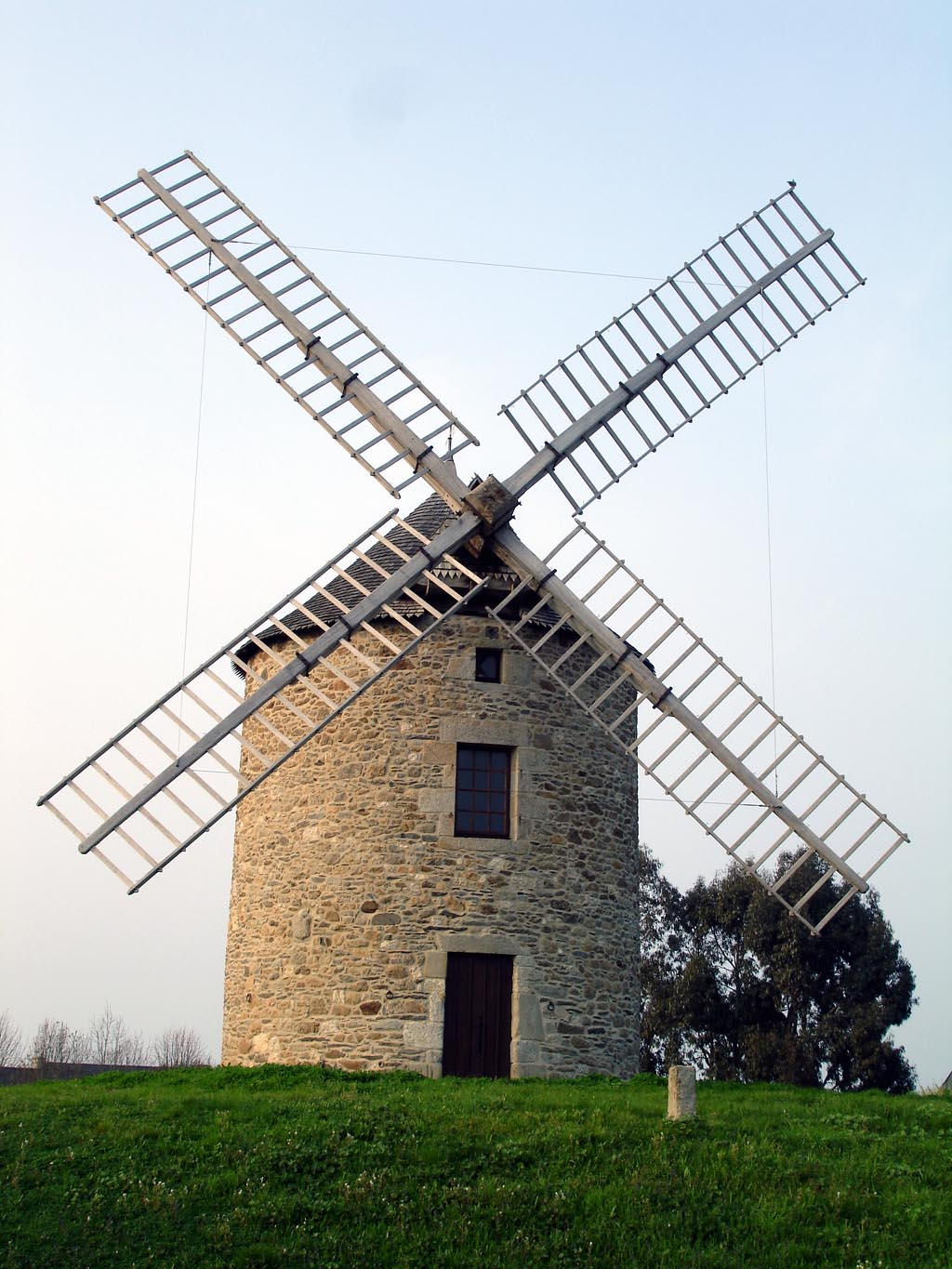
Mühle von Buglais

## Gemeindepartnerschaften
Mit der belgischen Gemeinde Oreye in Wallonien und mit der kanadischen Gemeinde Whitehorse in der Provinz Yukon bestehen Partnerschaften.

## Persönlichkeiten
- Robert W. Service (1874–1958), kanadischer Dichter und Schriftsteller